# Кудри
Кудри — форма волос в виде крупных и/или мелких завитков. Данная форма появляется вследствие изогнутого характера роста волосяного фолликула, что провоцирует неравномерное деление клеток и изогнутую форму волоса. С древних времён кудри были элементом моды.

### Антропология
Волосы монголоидов часто имеют круглое сечение, что делает их прямыми. Европеоиды имеют волосы круглого или эллиптического сечения, они прямые или склонны к образованию кудрей. Волосы негроидов чаще всего имеют эллиптическое сечение и образуют множество завитков.

### Мода
В Египетских гробницах были обнаружены металлические «бигуди», на основе этого можно предполагать, что ещё в 3100 году до нашей эры люди завивали волосы.  В 1908 году в Лондоне Карл Несслер представил химическую завивку. В 1910 году была запатентована аппаратура, с помощью которой он завивал волосы.